# 上坪溪
上坪溪，位於台灣北部，為頭前溪主流上游，河長44公里，流域面積253平方公里，分佈於新竹縣竹東鎮東部、橫山鄉西部及五峰鄉全境。上坪溪主流上游為霞喀羅溪，發源於雪山山脈標高2,512公尺之檜山西北側，向西北流至石鹿轉西流，至民生轉向北流，經土場、清泉，於桃山與麥巴來溪會合後，始稱上坪溪。本流續向北流經五峰、上坪，於下公館附近與油羅溪會合後，改稱頭前溪。

## 水系主要河川

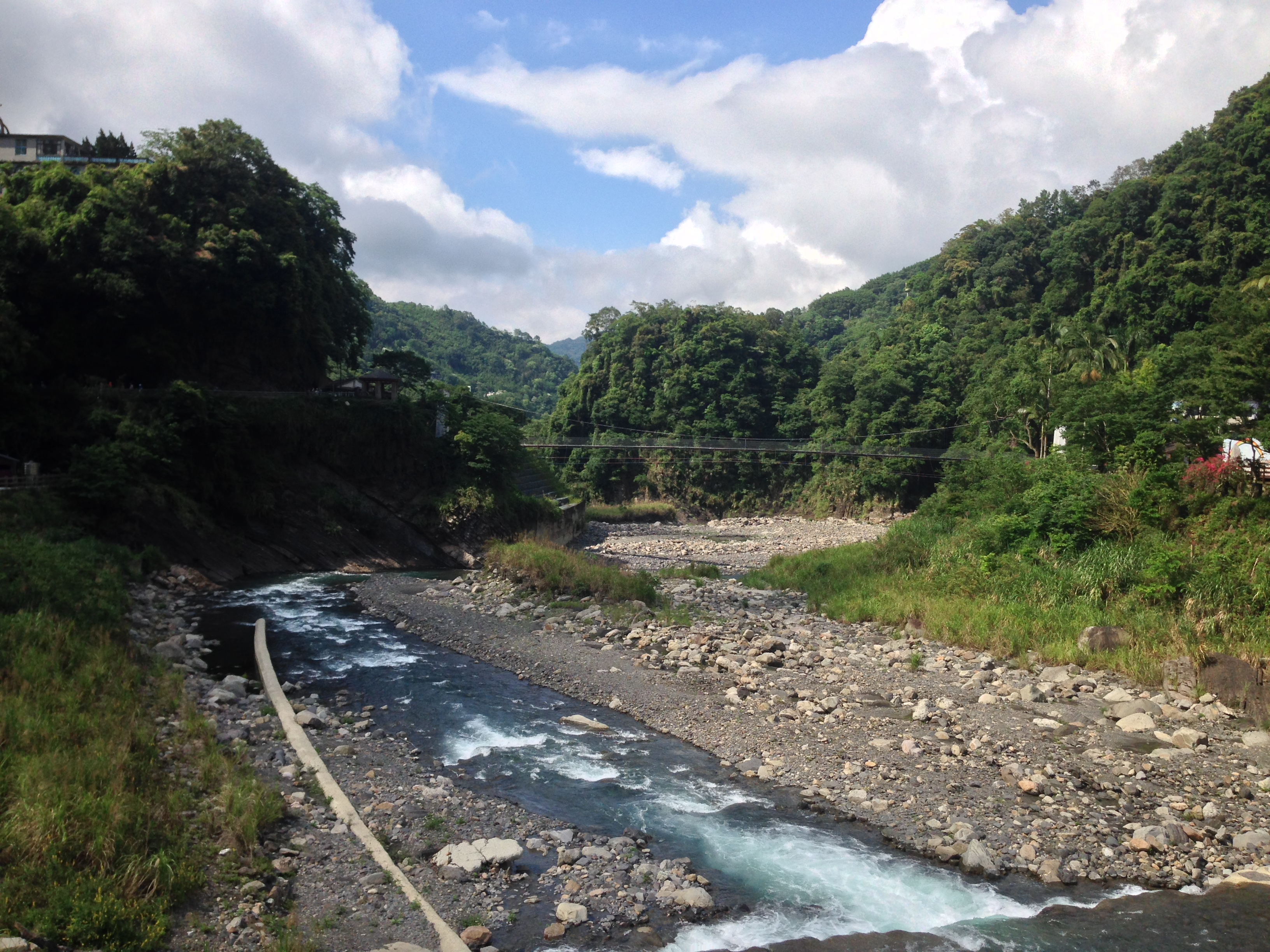
五峰鄉張學良故居附近的上坪溪。

- 上坪溪：新竹縣竹東鎮、橫山鄉、五峰鄉
  - 花園溪：新竹縣五峰鄉
  - 卑南溪：新竹縣五峰鄉
  - 麥巴來溪：新竹縣五峰鄉
  - 土場溪：新竹縣五峰鄉
  - 爺巴堪溪：新竹縣五峰鄉
  - 霞喀羅溪：新竹縣五峰鄉